# 今日のソ連邦
今日のソ連邦（こんにちのソれんぽう）は、1958年（昭和33年）から1991年（平成3年）にかけて駐日ソビエト社会主義共和国連邦大使館広報部が日本人向けに刊行していた月刊の広報誌（雑誌）である。
出版社は東京都の新時代社。1958年（昭和33年）に第1号が刊行され、1989年（平成元年）9月の通巻第735号までは月に2回刊行されていたが、1991年（平成3年）1月の通巻第751号をもって休刊となっている。

## 概要
東西冷戦の最中、鉄のカーテンの向こうに存在するソ連についての情報を得るための数少ない貴重な手段であった。基本的には「ソ連邦」の立場による広報・プロパガンダ誌であるという前提があるが、ロシア・ウクライナ・ベロルシア・ウズベク等の各民族（地域）の当時の日ソ関係下では入手しづらい情報が入手できたほか、超科学研究を行っていたことから、その成果を宣伝するため超常現象や地球外生命体との交信についての話題など多岐に渡っていた。ソビエト連邦の崩壊とともに廃刊された。
大阪万博・つくば科学万博などのソ連館で配布されたこともある。
映画監督の金子修介は、日本共産党の党員だった両親が、「今日のソ連邦」を購読していたと証言していた。